# Comté d'Ashley
Pour les articles homonymes, voir Ashley.
Le comté d'Ashley est un comté de l'État de l'Arkansas aux États-Unis. Son chef-lieu est Hamburg. C'est un dry county.

## Démographie
Au recensement de 2010, il comptait 21 853 habitants. 
| 1850  | 1860  | 1870  | 1880   | 1890   | 1900   |
| ----- | ----- | ----- | ------ | ------ | ------ |
| 2 058 | 8 590 | 8 042 | 10 156 | 13 295 | 19 734 |

| 1910   | 1920   | 1930   | 1940   | 1950   | 1960   |
| ------ | ------ | ------ | ------ | ------ | ------ |
| 25 268 | 23 410 | 25 151 | 26 785 | 25 660 | 24 220 |

| 1970   | 1980   | 1990   | 2000   | 2010   | - |
| ------ | ------ | ------ | ------ | ------ | - |
| 24 976 | 26 538 | 24 319 | 24 209 | 21 853 | - |